# Andre Jones Jr.
Gerald Andre Jones Jr. (Varnado, Luisiana, 25 de octubre de 1998) más conocido como Andre Jones Jr., es un jugador profesional estadounidense de fútbol americano, se desempeña en la posición de defensive end en Washington Commanders, en la National Football League (NFL).

## Carrera
Fue seleccionado en la Reunión Anual de Selección de Jugadores de la NFL de 2023. Hizo su debut profesional con el equipo Washington Commanders, lleva jugando una temporada.